# Death Row
Death Row deseti je studijski album njemačkog heavy metal-sastava Accept. Diskografska kuća RCA Records objavila ga je 4. listopada 1994. Prvi je album skupine od albuma Russian Roulette s pjevačem Udom Dirkschneiderom. Također je posljednji album s bubnjarom Stefanom Kaufamnnom koji napustio sastav zbog zdravstenih razloga.

## Popis pjesama
Tekstovi: Deaffy. 
| 1.    | »Death Row«                                                             | 5:17 |
| 2.    | »Sodom & Gomorra«                                                       | 6:28 |
| 3.    | »The Beast Inside«                                                      | 5:57 |
| 4.    | »Dead On!«                                                              | 4:52 |
| 5.    | »Guns 'R' Us«                                                           | 4:41 |
| 6.    | »Like a Loaded Gun«                                                     | 4:19 |
| 7.    | »What Else«                                                             | 4:39 |
| 8.    | »Stone Evil«                                                            | 5:23 |
| 9.    | »Bad Habits Die Hard«                                                   | 4:41 |
| 10.   | »Prejudice«                                                             | 4:14 |
| 11.   | »Bad Religion«                                                          | 4:26 |
| 12.   | »Generation Clash II«                                                   | 5:05 |
| 13.   | »Writing on the Wall«                                                   | 4:25 |
| 14.   | »Drifting Apart« (instrumentalna skladba)                               | 3:03 |
| 15.   | »Pomp ans Circumstance« (obrada Edwarda Elgara, instrumentalna skladba) | 3:44 |
| 71:14 |                                                                         |      |

## Zasluge
Accept
- Peter Baltes – bas-gitara
- Wolf Hoffmann – gitara
- Udo Dirkschneider – vokali
- Stefan Kaufmann – bubnjevi, inženjer zvuka, miks

Dodatni glazbenici
- Stefan Schwarzmann – bubnjevi (na pjesme "Bad Habits Die Hard" i "Prejudice")

Ostalo osoblje
- Andy Stange – mastering
- Mathias Bothor – fotografije
- Stefan Bohle – dizajn